# Suriname nos Jogos Olímpicos de Verão de 2008
Suriname participou dos Jogos Olímpicos de Verão de 2008 em Pequim, na China. O país estreou-se nos Jogos em 1960 e em Pequim fez sua 11ª apresentação.

## Desempenho

### Atletismo
| Atleta             | Prova           | Eliminatórias | Eliminatórias | Quartos-finais | Quartos-finais | Semifinal   | Semifinal   | Final       | Final       |
| Atleta             | Prova           | Tempo         | Pos.          | Tempo          | Pos.           | Tempo       | Pos.        | Tempo       | Pos.        |
| ------------------ | --------------- | ------------- | ------------- | -------------- | -------------- | ----------- | ----------- | ----------- | ----------- |
| Jurgen Themen      | 100 m masculino | 10s61         | 54º           | Não avançou    | Não avançou    | Não avançou | Não avançou | Não avançou | Não avançou |
| Kirsten Nieuwendam | 200 m feminino  | 24s46 (NR)    | 44º           | Não avançou    | Não avançou    | Não avançou | Não avançou | Não avançou | Não avançou |

### Natação
| Atleta                 | Prova                     | Eliminatória | Eliminatória | Semifinal   | Semifinal   | Final       | Final       |
| Atleta                 | Prova                     | Tempo        | Pos.         | Tempo       | Pos.        | Tempo       | Pos.        |
| ---------------------- | ------------------------- | ------------ | ------------ | ----------- | ----------- | ----------- | ----------- |
| Gordon Touw Ngie Tjouw | 100 m borboleta masculino | 54s54        | 55º          | Não avançou | Não avançou | Não avançou | Não avançou |
| Chinyere Pigot         | 50 m livre feminino       | 27s66        | 54º          | Não avançou | Não avançou | Não avançou | Não avançou |